# Жмеків
Жмеків — струмок в Україні у Чортківському районі Тернопільської області. Праваий доплив річки Серету (басейн Дністра).

## Опис
Довжина струмка приблизно 3,40 км, найкоротша відстань між витоком і гирлом — 2,54  км, коефіцієнт звивистості річки — 1,54 . Формується декількома струмками.

## Розташування
Бере початок на північно-східній стороні від селища Нагірянки. Тече переважно на південний схід і у селі Улашківці впадає у річку Серет, ліву притоку річки Дністра.

## Цікаві факти
- На струмку існує декілька природних джерел[1].